# القويع (حوطة بني تميم)
القويع، هي قرية من فئة (أ) تقع في محافظة حوطة بني تميم، والتابعة لمنطقة الرياض في السعودية. وتبعد القويع عن محافظة حوطة بني تميم بمسافة تقارب () كم.